# Walentina Borisienko
Walentina Michajłowna Borisienko, ros. Валентина Михайловна Борисенко (z domu Biełowa, ur. 28 stycznia 1920 w Czerepowcu, zm. 6 marca 1993 w Petersburgu) – rosyjska szachistka, arcymistrzyni od 1977 roku.

## Kariera szachowa
Od połowy lat 40. do połowy 60. należała do grona najlepszych szachistek świata. Na przełomie 1949 i 1950 roku zajęła w Moskwie IV miejsce w turnieju o mistrzostwo świata. W kolejnych latach pięciokrotnie startowała w pretendentek, za każdym razem zajmując czołowe miejsca: 1952 (Moskwa - IV), 1955 (Moskwa - V), 1959 (Płowdiw - VIII), 1961 (Vrnjačka Banja - II - największy sukces w karierze; wynik ten odpowiadał wówczas trzeciej pozycji na świecie) i 1964 (Suchumi - VII). Pomimo osiągniętych wyników nigdy w swojej karierze nie uczestniczyła w szachowej olimpiadzie.
Wielokrotnie brała udział w finałowych turniejach o tytuł mistrzyni Związku Radzieckiego, pięciokrotnie zdobywając złote medale, w latach 1945, 1955, 1957 (po barażu z Kirą Zworykiną), 1960 (po barażu z Tatianą Zatułowską) oraz 1961. Oprócz tego siedmiokrotnie triumfowała w mistrzostwach Leningradu (1940, 1945, 1950, 1951, 1954, 1955, 1956) oraz czterokrotnie - w mistrzostwach rosyjskiej FSRR). W 1970 r. podzieliła I miejsce (wraz z Waltraud Nowarrą) w międzynarodowym turnieju w Halle.
W 1977 r. Międzynarodowa Federacja Szachowa przyznała jej honorowy tytuł arcymistrzyni za wyniki osiągnięte w przeszłości.

## Życie prywatne
Walentina Borisienko była żoną uzbeckiego szachisty Gieorgija Borisienki, arcymistrza gry korespondencyjnej, wicemistrza świata z w tej odmianie szachów z 1965 roku.